# Europameisterschaften im Bogenschießen 1992
Die 12. Europameisterschaften im Bogenschießen wurden vom 22. und 27. Juni 1992 in Valletta, Malta ausgetragen.

## Ergebnisse
Es wurden nur Medaillen in Disziplinen mit dem Recurvebogen vergeben.
| Disziplin         | Gold                                                                     | Silber                                                   | Bronze                                              |
| ----------------- | ------------------------------------------------------------------------ | -------------------------------------------------------- | --------------------------------------------------- |
| Männer Einzel     | Sébastien Flute                                                          | Stanyslaw Sabrodskyj                                     | Jari Lipponen                                       |
| Frauen Einzel     | Chatuna Kwriwischwili                                                    | Alison Williamson                                        | Joanna Nowicka                                      |
| Männer Mannschaft | GUS Stanyslaw Sabrodskyj Wladimir Jeschejew Sissow                       | Frankreich Bruno Felipe Sébastien Flute Michaël Taupin   | Dänemark Ole Nielsen Henrik Kromann Toft Jan Rytter |
| Frauen Mannschaft | GUS Chatuna Kwriwischwili Ljudmyla Arschannikowa Nadeschda Badmasirenowa | Schweden Jenny Sjöwall Kristina Persson Lise-Lotte Djerf | Ungarn Tímea Kiss Marina Szendey Judit Kovács       |

## Medaillenspiegel
| Platz  | Land           | Gold | Silber | Bronze | Gesamt |
| ------ | -------------- | ---- | ------ | ------ | ------ |
| 1      | GUS            | 3    | 1      | –      | 4      |
| 2      | Frankreich     | 1    | 1      | –      | 2      |
| 3      | Großbritannien | –    | 1      | –      | 1      |
| 3      | Schweden       | –    | 1      | –      | 1      |
| 5      | Dänemark       | –    | –      | 1      | 1      |
| 5      | Finnland       | –    | –      | 1      | 1      |
| 5      | Ungarn         | –    | –      | 1      | 1      |
| 5      | Polen          | –    | –      | 1      | 1      |
| Gesamt | Gesamt         | 4    | 4      | 4      | 12     |